# 로스트의 에피소드 목록
미국의 드라마 로스트는 ABC에 2004년 9월 22일부터 방영을 시작했다. 이 시리즈는 제프리 리에버가 쓴 Nowhere이라는 본을 토대로 J. J. 에이브럼스와 데이먼 린델로프가 제작했다. 시즌 1부터 시즌 6까지의 방영된 스토리 이전에 추가적으로 다수의 특별판이 방영되었다. ABC는 로스트 시즌 6까지 총 121개의 에피소드가 방영된다고 밝혔다.
이 시리즈는 오세아닉 815편이 남태평양의 한 섬에 추락한 생존자들의 혹은 그 밖의 사람들의 과거, 현재 그리고 미래에 대해서 다루며 거기에 이전부터 섬에서 살며 생존자들과 갈등을 빚는 단체 "디 아더스"나 화물선 카하나 호를 타고 온 사람들도 포함한다. 에피소드 거의 전부 등장인물 하나하나를 묘사하며 거기에 그 등장인물의 플래시백이나 플래시포워드를 보여준다.
이하 목록에서 "중심 인물"란에 적혀있는 등장인물들은 각 에피소드에서 그 등장인물의 또 다른 스토리라인을 보여준다 "#화" 란은 시리즈 전체를 통틀어 몇번째 방영인지 보여주며 "시즌 #"란은 각각 몇번째 시즌인지 알려준다. "시청자 수"란에서는 에피소드 방영 도중 미국 기준으로 시청자 몇명이 시청했는지 보여준다. 하지만, 시즌4와 그 이후의 시즌에 대한 통계에서는 7일이내에 방송을 시청하거나 녹화한 미국 시청사의 수도 포함한다. 시즌 1~5까지 각 지역마다 DVD로 발매되었으며 시즌 1부터 4까지 지역 A, B에 블루레이로 발매되었다.

## 시즌 목록
| 시즌    | 시즌    | 화 수 | 방영 일자   | 시청자 수 (미국 기준) (순위) | DVD 발매일                       | DVD 발매일                                                                                   | DVD 발매일 | 블루레이 발매일                                                               | 블루레이 발매일 |
| 시즌    | 시즌    | 화 수 | 방영 일자   | 시청자 수 (미국 기준) (순위) | Region 1                         | Region 2/4                                                                                   | 장 수      | Region A/B                                                                    | 장 수           |
| ------- | ------- | ----- | ----------- | ---------------------------- | -------------------------------- | -------------------------------------------------------------------------------------------- | ---------- | ----------------------------------------------------------------------------- | --------------- |
|         | 1       | 25    | 2004 ~ 2005 | 1569만명 (15위)              | 미국, 캐나다: 2005년 9월 6일     | 중부 유럽: 2005년 9월 영국: 2006년 1월 16일 호주: 2005년 11월 30일                           | 7          | 영국: 2009년 1월 15일 미국, 캐나다: 2009년 6월 16일 호주: 2009년 7월 1일      | 7               |
|         | 2       | 24    | 2005 ~ 2006 | 1550만명 (15위)              | 미국, 캐나다: 2006년 9월 5일     | 중부 유럽: 2006년 12월 7일 /2007년 3월 1일 영국: 7월 / 2006년 10월 2일 호주: 2006년 10월 4일 | 7          | 영국: 2009년 1월 15일 미국, 캐나다: 2009년 6월 16일 호주: 2009년 7월 1일      | 7               |
|         | 3       | 23    | 2006 ~ 2007 | 1505만명 (14위)              | 미국, 캐나다: 2007년 12월 11일   | 중부 유럽: 2007년 10월 29일 영국: 2007년 10월 22일 호주: 2007년 10월 17일                    | 7          | 미국, 캐나다: 2007년 12월 11일 영국: 2009년 10월 26일 호주: 2009년 12월 2일   | 6 (A) 7 (B)     |
|         | 4       | 14    | 2008        | 1340만명 (17위)              | 미국 및 캐나다 : 2008년 12월 9일 | 중부 유럽: 2008년 11월 5일 영국: 2008년 10월 20일 호주: 2008년 10월 29일                     | 6          | 영국 : 2008년 10월 20일 미국, 캐나다: 2008년 12월 9일 호주: 2008년 10월 29일  | 5               |
|         | 5       | 17    | 2009        | 1094만명 (28위)              | 미국 및 캐나다 : 2009년 12월 8일 | 영국: 2009년 10월 26일 중부 유렵: TBA 호주: 2009년 10월 21일                                 | 5          | 미국 및 캐나다 : 2009년 12월 8일 영국: 2009년 10월 26일 호주: 2009년 12월 2일 | 5               |
|         | 6       | 18    | 2010        | 1008만명 (31위)              | 미국 및 캐나다 : 2010년 8월 24일 | TBA                                                                                          | 5          | 미국 및 캐나다 : 2010년 8월 24일                                              | 5               |
| 총 합계 | 총 합계 | 121   | 2004 ~ 2010 | ?                            | 미국 및 캐나다 : 2010년 8월 24일 | TBA                                                                                          | 37         | 미국 및 캐나다 : 2010년 8월 24일                                              | 36              |

## 방영 목록

### 시즌 1
| 시즌 # | 전체 # | 제목                                                  | 중심 등장인물 | 최초 방영 일자   |
| ------ | ------ | ----------------------------------------------------- | ------------- | ---------------- |
| 1      | 1      | 비밀의 섬(Pilot: Part 1)                              | 잭            | 2004년 9월 22일  |
| 2      | 2      | 공포의 시작(Pilot: Part 2)                            | 찰리, 케이트  | 2004년 9월 29일  |
| 3      | 3      | 망각의 섬(Tabula Rasa)                                | 케이트        | 2004년 10월 6일  |
| 4      | 4      | 기적체험(Walkabout)                                   | 로크          | 2004년 10월 13일 |
| 5      | 5      | 하얀 토끼(White Rabbit)                               | 잭            | 2004년 10월 20일 |
| 6      | 6      | 해 뜨는 집(House of the Rising Sun)                   | 선            | 2004년 10월 27일 |
| 7      | 7      | 나방(The Moth)                                        | 찰리          | 2004년 11월 3일  |
| 8      | 8      | 협잡의 달인(Confidence Man)                           | 소이어        | 2004년 11월 10일 |
| 9      | 9      | 고독(Solitary)                                        | 사이드        | 2004년 11월 17일 |
| 10     | 10     | 예정된 미스테리(Raised by Another)                    | 클레어        | 2004년 12월 1일  |
| 11     | 11     | 아버지와 아들(All the Best Cowboys Have Daddy Issues) | 잭            | 2004년 12월 8일  |
| 12     | 12     | 의문의 손가방(Whatever the Case May Be)               | 케이트        | 2005년 1월 5일   |
| 13     | 13     | 금단의 열매(Hearts and Minds)                         | 분            | 2005년 1월 12일  |
| 14     | 14     | 아주 특별한 아이(Special)                             | 마이클, 월트  | 2005년 1월 19일  |
| 15     | 15     | 귀환(Homecoming)                                      | 찰리          | 2005년 2월 9일   |
| 16     | 16     | 정글의 법칙(Outlaws)                                  | 소이어        | 2005년 2월 16일  |
| 17     | 17     | 가슴앓이(...In Translation)                           | 진            | 2005년 2월 23일  |
| 18     | 18     | 저주받은 숫자(Numbers)                                | 헐리          | 2005년 3월 2일   |
| 19     | 19     | 비정한 아버지(Deus Ex Machina)                        | 로크          | 2005년 3월 30일  |
| 20     | 20     | 생과 사(Do No Harm)                                   | 잭            | 2005년 4월 6일   |
| 21     | 21     | 숨겨진 진실(The Greater Good)                         | 사이드        | 2005년 5월 4일   |
| 22     | 22     | 천의 얼굴을 가진 여자(Born to Run)                    | 케이트        | 2005년 5월 11일  |
| 23     | 23     | 무인도 탈출 1부(Exodus: Part 1)                       | 다수          | 2005년 5월 18일  |
| 24     | 24     | 무인도 탈출 2부(Exodus: Part 2)                       | 다수          | 2005년 5월 25일  |

### 시즌 2
| 시즌 # | 전체 # | 제목                                            | 중심 등장인물    | 최초 방영 일자   |
| ------ | ------ | ----------------------------------------------- | ---------------- | ---------------- |
| 1      | 25     | 과학이냐 신앙이냐(Man of Science, Man of Faith) | 잭               | 2005년 9월 21일  |
| 2      | 26     | 표류(Adrift)                                    | 마이클           | 2005년 9월 28일  |
| 3      | 27     | 오리엔테이션(Orientation)                       | 존 로크          | 2005년 10월 5일  |
| 4      | 28     | 공공의 적(Everybody Hates Hugo)                 | 헐리             | 2005년 10월 12일 |
| 5      | 29     | 결혼반지(...And Found)                          | 진, 선           | 2005년 10월 19일 |
| 6      | 30     | 버림받은 사람들(Abandoned)                      | 섀넌             | 2005년 11월 9일  |
| 7      | 31     | 48일간의 생존 기록(The Other 48 Days)           | 테일 섹션 탑승객 | 2005년 11월 16일 |
| 8      | 32     | 일촉즉발(Collision)                             | 아나 루시아      | 2005년 11월 23일 |
| 9      | 33     | 아버지와 딸(What Kate Did)                      | 케이트           | 2005년 11월 30일 |
| 10     | 34     | 시편 23장(The 23rd Psalm)                       | 미스터 에코      | 2006년 1월 11일  |
| 11     | 35     | 헌팅 파티(The Hunting Party)                    | 잭               | 2006년 1월 18일  |
| 12     | 36     | 불+물(Fire + Water)                             | 찰리             | 2006년 1월 25일  |
| 13     | 37     | 장타 날리기(The Long Con)                       | 소이어           | 2006년 2월 8일   |
| 14     | 38     | 정체불명(One of Them)                           | 사이드           | 2006년 2월 15일  |
| 15     | 39     | 되찾은 기억(Maternity Leave)                    | 클레어           | 2006년 3월 1일   |
| 16     | 40     | 뜻밖의 임신(The Whole Truth)                    | 선               | 2006년 3월 22일  |
| 17     | 41     | 감금(Lockdown)                                  | 로크             | 2006년 3월 29일  |
| 18     | 42     | 데이브(Dave)                                    | 헐리             | 2006년 4월 5일   |
| 19     | 43     | S.O.S.                                          | 로즈, 버나드     | 2006년 4월 12일  |
| 20     | 44     | 우연 혹은 운명(Two for the Road)                | 아나 루시아      | 2006년 5월 3일   |
| 21     | 45     | ?                                               | 미스터 에코      | 2006년 5월 10일  |
| 22     | 46     | 3분(Three Minutes)                              | 마이클           | 2006년 5월 17일  |
| 23     | 47     | 진실게임(Live Together, Die Alone)              | 데즈먼드         | 2006년 5월 24일  |

### 시즌 3
| 시즌 # | 전체 # | 제목                                               | 중심 등장인물 | 최초 방영 일자   |
| ------ | ------ | -------------------------------------------------- | ------------- | ---------------- |
| 1      | 48     | 두 도시 이야기(A Tale of Two Cities)               | 잭            | 2006년 10월 4일  |
| 2      | 49     | 유리 발레리나(The Glass Ballerina)                 | 진, 선        | 2006년 10월 11일 |
| 3      | 50     | 농부와 사냥꾼(Further Instructions)                | 존 로크       | 2006년 10월 18일 |
| 4      | 51     | 생존법칙(Every Man for Himself)                    | 소이어        | 2006년 10월 25일 |
| 5      | 52     | 고해성사(The Cost of Living)                       | 미스터 에코   | 2006년 11월 1일  |
| 6      | 53     | 결혼서약(I Do)                                     | 케이트        | 2006년 11월 8일  |
| 7      | 54     | 미틀로스 생명과학(Not in Portland)                 | 줄리엣        | 2007년 2월 7일   |
| 8      | 55     | 예언(Flashes Before Your Eyes)                     | 데즈먼드      | 2007년 2월 14일  |
| 9      | 56     | 낯선 곳의 이방인(Stranger in a Strange Land)       | 잭            | 2007년 2월 21일  |
| 10     | 57     | 트리시아 다나카의 죽음(The Death of Tricia Tanaka) | 헐리          | 2007년 2월 28일  |
| 11     | 58     | 77(Enter 77)                                       | 사이드        | 2007년 3월 7일   |
| 12     | 59     | 뜻밖의 만남(Par Avion)                             | 클레어        | 2007년 3월 14일  |
| 13     | 60     | 탈라하시에서 온 남자(The Man from Tallahassee)     | 로크          | 2007년 3월 21일  |
| 14     | 61     | 엑스포제(Expose)                                   | 니키, 파울루  | 2007년 3월 28일  |
| 15     | 62     | 버림받은 사람들(Left Behind)                       | 케이트        | 2007년 4월 4일   |
| 16     | 63     | 초대받지 않은 손님(One of Us)                      | 줄리엣        | 2007년 4월 11일  |
| 17     | 64     | 딜레마(Catch-22)                                   | 데즈먼드      | 2007년 4월 18일  |
| 18     | 65     | D.O.C.                                             | 선            | 2007년 4월 25일  |
| 19     | 66     | 아버지를 죽여라(The Brig)                          | 로크          | 2007년 5월 2일   |
| 20     | 67     | 제이콥(The Man Behind the Curtain)                 | 벤            | 2007년 5월 9일   |
| 21     | 68     | 자살 임무(Greatest Hits)                           | 찰리          | 2007년 5월 16일  |
| 22     | 69     | 거울 해치(Through the Looking Glass)               | 잭            | 2007년 5월 23일  |

### 시즌 4
| 시즌 # | 전체 # | 제목                                           | 중심 등장인물                        | 최초 방영 일자  |
| ------ | ------ | ---------------------------------------------- | ------------------------------------ | --------------- |
| 1      | 70     | 종말의 시작(The Beginning of the End)          | 헐리                                 | 2008년 1월 31일 |
| 2      | 71     | 전원 사망(Confirmed Dead)                      | 대니얼, 샬럿, 마일스, 프랭크, 나오미 | 2008년 2월 7일  |
| 3      | 72     | 킬러(The Economist)                            | 사이드                               | 2008년 2월 14일 |
| 4      | 73     | 사라진 헬기(Eggtown)                           | 케이트                               | 2008년 2월 21일 |
| 5      | 74     | 상수를 찾아라(The Constant)                    | 데즈먼드                             | 2008년 2월 28일 |
| 6      | 75     | 템페스트(The Other Woman)                      | 줄리엣                               | 2008년 3월 6일  |
| 7      | 76     | 지연(Ji Yeon)                                  | 진, 선                               | 2008년 3월 13일 |
| 8      | 77     | 케빈 존슨(Meet Kevin Johnson)                  | 마이클                               | 2008년 3월 20일 |
| 9      | 78     | 게임의 법칙(The Shape of Things to Come)       | 벤                                   | 2008년 4월 24일 |
| 10     | 79     | 케이트와 잭(Something Nice Back Home)          | 잭                                   | 2008년 5월 1일  |
| 11     | 80     | 제이콥의 오두막(Cabin Fever)                   | 로크                                 | 2008년 5월 8일  |
| 12     | 81     | 집으로 1부(There's No Place Like Home: Part 1) | 케이트, 사이드, 선, 헐리, 잭         | 2008년 5월 15일 |
| 13     | 82     | 집으로 2부(There's No Place Like Home: Part 2) | 케이트, 사이드, 선, 헐리, 잭         | 2008년 5월 29일 |
| 14     | 83     | 집으로 3부(There's No Place Like Home: Part 3) | 케이트, 사이드, 선, 헐리, 잭         | 2008년 5월 29일 |

### 시즌 5
| 시즌 # | 전체 # | 제목                                                 | 중심 등장인물 | 최초 방영 일자  |
| ------ | ------ | ---------------------------------------------------- | ------------- | --------------- |
| 1      | 87     | 시간이동(Because You Left)                           | 다수          | 2009년 1월 21일 |
| 2      | 88     | 불편한 재회(The Lie)                                 | 헐리          | 2009년 1월 21일 |
| 3      | 89     | 수소폭탄(Jughead)                                    | 데즈먼드      | 2009년 1월 28일 |
| 4      | 90     | 충격! 1988년(The Little Prince)                      | 케이트        | 2009년 2월 4일  |
| 5      | 91     | 죽음의 섬(This Place Is Death)                       | 진, 선        | 2009년 2월 11일 |
| 6      | 92     | 존 로크의 최후(The Life and Death of Jeremy Bentham) | 로크          | 2009년 2월 18일 |
| 7      | 93     | 섬으로의 귀환(316)                                   | 잭            | 2009년 2월 25일 |
| 8      | 94     | 알 수 없는 시간대(LaFleur)                           | 소이어        | 2009년 3월 4일  |
| 9      | 95     | 두번째 메이데이!(Namaste)                            | 다수          | 2009년 3월 18일 |
| 10     | 96     | 위기의 사이드(He's Our You)                          | 사이드        | 2009년 3월 25일 |
| 11     | 97     | 과거는 바꿀 수 없다(Whatever Happened, Happened)     | 케이트        | 2009년 4월 1일  |
| 12     | 98     | 벤의 심판(Dead Is Dead)                              | 벤            | 2009년 4월 8일  |
| 13     | 99     | 마일스의 초능력(Some Like It Hoth)                   | 마일즈        | 2009년 4월 15일 |
| 14     | 100    | 과거를 바꿀 변수(The Variable)                       | 페러데이      | 2009년 4월 29일 |
| 15     | 101    | 문제의 중심, 제이콥(Follow the Leader)               | 다수          | 2009년 5월 6일  |
| 16     | 102    | 제이콥의 최후(1부)(The Incident: Part 1)             | 제이콥        | 2009년 5월 13일 |
| 17     | 103    | 제이콥의 최후(2부)(The Incident: Part 2)             | 제이콥        | 2009년 5월 13일 |

### 시즌 6
| 시즌 # | 전체 # | 제목                 | 중심 등장인물          | 최초 방영 일자  |
| ------ | ------ | -------------------- | ---------------------- | --------------- |
| 1      | 104    | LA X: Part 1         | 다수                   | 2010년 2월 2일  |
| 2      | 105    | LA X: Part 2         | 다수                   | 2010년 2월 2일  |
| 3      | 106    | What Kate Does       | 케이트                 | 2010년 2월 9일  |
| 4      | 107    | The Substitute       | 로크                   | 2010년 2월 16일 |
| 5      | 108    | Lighthouse           | 잭                     | 2010년 2월 23일 |
| 6      | 109    | Sundown              | 사이드                 | 2010년 3월 2일  |
| 7      | 110    | Dr. Linus            | 벤                     | 2010년 3월 9일  |
| 8      | 111    | Recon                | 소이어                 | 2010년 3월 16일 |
| 9      | 112    | Ab Aeterno           | 리처드                 | 2010년 3월 23일 |
| 10     | 113    | The Package          | 진, 선                 | 2010년 3월 30일 |
| 11     | 114    | Happily Ever After   | 데즈먼드               | 2010년 4월 6일  |
| 12     | 115    | Everybody Loves Hugo | 헐리                   | 2010년 4월 13일 |
| 13     | 116    | The Last Recruit     | 마일즈                 | 2010년 4월 20일 |
| 14     | 117    | The Candidate        | 잭, 로크               | 2010년 5월 4일  |
| 15     | 118    | Across the Sea       | 제이콥, 검은 연기 괴물 | 2010년 5월 11일 |
| 16     | 119    | What They Died For   | 다수                   | 2010년 5월 18일 |
| 17     | 120    | The End: Part 1      | 다수                   | 2010년 5월 23일 |
| 18     | 121    | The End: Part 2      | 다수                   | 2010년 5월 23일 |